# Zwergbeutelmaus
Die Zwergbeutelmaus (Planigale maculata), auch Küsten-Flachkopfbeutelmaus oder Gefleckte Flachkopfbeutelmaus genannt, ist ein sehr kleiner Vertreter aus der Familie der Raubbeutler. Sie wird in zwei Unterarten unterteilt:
- Planigale maculata maculata lebt im Osten Australiens von der Kap-York-Halbinsel im Norden bis Gosford im Süden und auf Bribie und K’gari.
- Planigale maculata sinualis kommt im Norden Australiens und auf Groote Eylandt vor. Bei einer auf Barrow Island vorkommenden Population könnte es sich um eine bisher unbeschriebene Art handeln.[1]

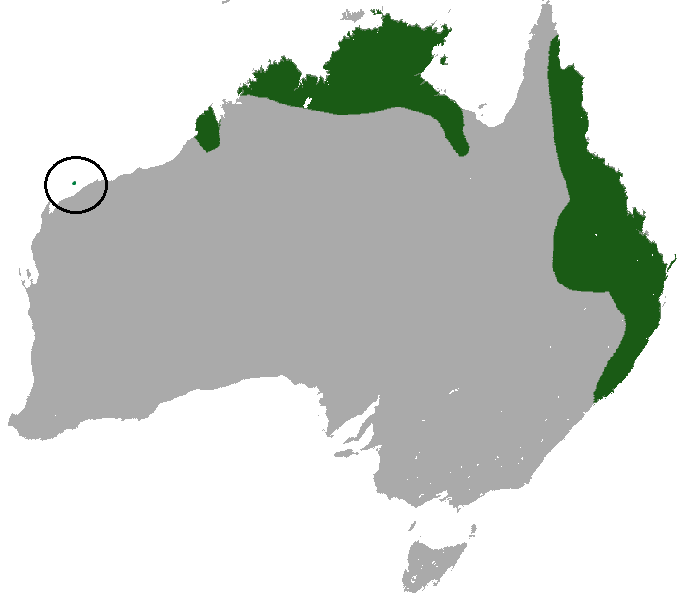
Verbreitungskarte der Zwergbeutelmaus

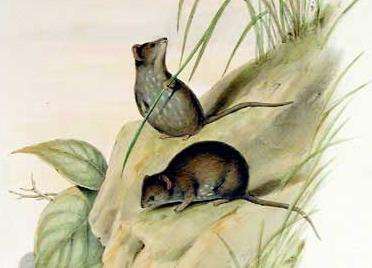
Zeichnung von John Gould

## Merkmale
Die Zwergbeutelmaus hat eine Kopf-Rumpf-Länge von 5,2 bis 8,4 cm einen 4,6 bis 6,5 cm langen Schwanz und wiegt 3,5 bis 17,2 g. Ihr Fell ist zimtfarben bis grau und trotz der Artbezeichnung maculata (= gefleckt) kaum gefleckt. Von anderen kleinen Raubbeutlern kann die Zwergbeutelmaus anhand ihrer Kleinheit, dem konisch geformten Kopf, den breiten Hinterfüßen und den hellen Krallen unterschieden werden. Die Tiere haben je drei Prämolaren auf jeder Seite von Ober- und Unterkiefer.

## Lebensraum und Lebensweise
In ihrem Verbreitungsgebiet besiedeln die Tiere nahezu alle terrestrischen Lebensräume, von kühlen Bergregenwäldern bis hin zu flussnahen Überschwemmungsgebieten, und sind auch in verunkrauteten städtischen Gegenden anzutreffen. Sie sind weitgehend nachtaktiv und verbringen den Tag unter Steinen, Fallholz, Borken, in Termitenbauten oder in hohlen, vom Menschen weggeworfenen Gegenständen. Ihre Nahrung sucht die Zwergbeutelmaus im Falllaub, im Gras, oder in sonstiger niedriger Vegetation. Sie kann relativ große Beutetiere überwältigen und tötet diese durch einen Biss in den Nacken oder der Kopfoberseite. In Gefangenschaft gehaltene Zwergbeutelmäuse fraßen Motten, Grashüpfer, Gespenstschrecken, Spinnen, kleine Skinke und Aas. In freier Wildbahn fressen sie auch kleine Exemplare der vom Menschen nach Australien eingeführten Aga-Kröte. Da sie beim Fressen in den meisten Fällen am Kopf beginnen, vergiften sie sich nicht sofort, sondern merken erst wenn sie sich den Gift ausscheidenden Ohrdrüsen nähern, dass diese Nahrung unbekömmlich ist. Danach meiden sie für eine gewisse Zeit sowohl die Aga-Kröte als auch einheimische Froschlurche. Ob sie allein oder in kleinen Gruppen leben, ist ungewiss.

## Fortpflanzung
Zur Fortpflanzung bauen die Tiere ein ovales Nest aus dünnen Gräsern. Die Weibchen bekommen pro Wurf 4 bis 10 Jungtiere, am Top End sind es 8 bis 12 oder 13 Jungtiere. Im östlichen Australien vermehren sich die Tiere vermehrt im Frühling und im Sommer, am Top End vermehren sie sich das ganze Jahr über. Die Jungtiere bleiben zusammen im Nest, bis sie 6 g wiegen.

## Gefährdung
Zur Bedrohung dieser Art zählen der Verlust des Lebensraumes aufgrund der Ausbreitung von menschlichen Siedlungen sowie die Nachstellungen durch Hauskatzen. Die IUCN stuft die Zwergbeutelmaus aber aufgrund ihrer weiten Verbreitung als nicht gefährdet (Least Concern) ein. Zu den Beutegreifern, die Zwergbeutelmäuse fressen, gehören Hauskatzen, Hunde, der Zwergbeutelmarder, die Schleiereule und größere Aga-Kröten.